# Bastionul croitorilor din Târgu Mureș
Bastionul croitorilor (în maghiară Szabók bástyája) face parte din sistemul de fortificație a cetății medievale din Târgu Mureș fiind construită și administrată de breslele orașului liber regesc. Breslele au fost asociațiile profesionale și voluntare de meșteșugari aparținând unei meserii care au apărut în Evul Mediu după modelul localităților din Transilvania și au funcționat în incinta cetății până la ocuparea de armata austriacă.
În prezent, în interiorul Bastionului Croitorilor, își desfășoară activitatea Asociația „Teatrul Scena” și Ordinul Cavalerilor Lupi.

## Istoric
Pe fațada sudică a Bastionului croitorilor sunt amplasate două inscripții comemorative. Cea din dreapta transmite mândria breslașilor care au contribuit la ridicarea turnului, respectiv și data construcției. Textul original redactat în limba latină, dar din păcate șters parțial în zilele noastre, s-ar putea traduce în felul următor:
„Înaintașii noștri s-au stins din viață fără să fi construit ceva, noi, fiii lor în schimb, am ridicat ziduri în loc pustiu, am clădit un turn început în perioada judelui Szabó Péter, în 1638, și isprăvit în timpul lui Tordai Pál Literatul, în octombrie 1640.”

## Imagini

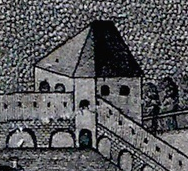
Bastionul pe gravura lui István Mikolai Tóth (1822)
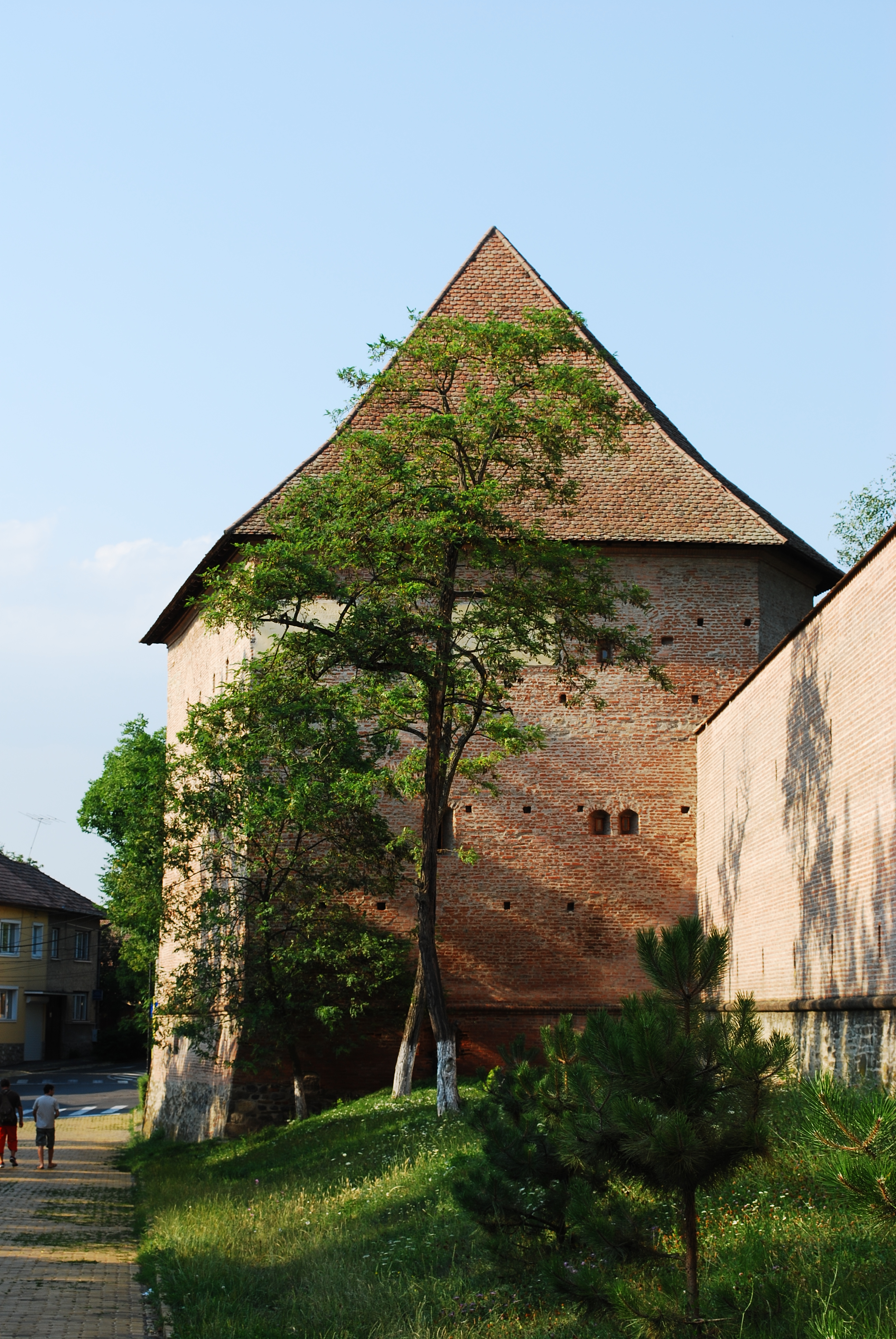
Bastionul înainte de restaurare